# Burlington (Illinois)
Burlington – wieś w Stanach Zjednoczonych, w stanie Illinois, w hrabstwie Kane.